# Chiola
Chiola è una circoscrizione rurale (rural ward) della Tanzania situata nel distretto di Nachingwea, regione di Lindi. Conta una popolazione di 5 385 abitanti (censimento 2012).